# Eulogio Martínez
Eulogio Martínez Ramiro (Asunción, 11 giugno 1935 – Barcellona, 30 settembre 1984) è stato un calciatore paraguaiano naturalizzato spagnolo, di ruolo attaccante.

## Biografia
Nel 1984, fu travolto da un'automobile, mentre era fermo a bordo strada a cambiare una ruota del suo veicolo. Morì dopo alcuni giorni di coma, all'età di 49 anni.

## Carriera

### Club
La sua carriera iniziò in Paraguay nell'Atlántida e poi nel Club Libertad. 
Nel 1956, Josep Samitier viaggiò in Sudamerica per portarlo al Barcellona, ma per motivi burocratici Martínez non poté esordire con il club catalano fino al 1957.
Con il Barcellona in tre stagioni vinse due campionati spagnoli, due coppe nazionali e una Coppa delle Fiere. Fu anche il primo calciatore della squadra a segnare il primo gol nel nuovo stadio Camp Nou il 24 settembre 1957 e a segnare sette gol in un match contro l'Atlético Madrid finito poi 8-1. Dopo il Barcellona vestì le maglie di Elche (1962-1964) e Atlético Madrid (1964-1965). Chiuse la carriera al CE Europa.

### Nazionale
In nazionale giocò sia per il Paraguay (9 presenze e 4 gol), che con la Spagna (8 presenze e 6 gol), con cui partecipò alla Coppa del Mondo 1962.

## Palmarès

### Club

#### Competizioni nazionali
- Campionato paraguaiano: 1

Club Libertad: 1955
- Coppa di Spagna: 2

Barcellona: 1956-1957, 1958-1959
- Campionato spagnolo: 2

Barcellona: 1958-1959, 1959-1960

#### Competizioni internazionali
- Coppa delle Fiere: 2

Barcellona: 1955-1958, 1958-1960